# Ribnica (miasto Kraljevo)
Ribnica (cyr. Рибница) – miasteczko w Serbii, w okręgu raskim, w mieście Kraljevo. W 2011 roku liczyło 1624 mieszkańców.